# Миндальне
Минда́льне (до 1948 року — Арка-Дересі, крим. Arqa Deresi) — село (до 2008 року — селище) в Україні, у складі Феодосійського району Автономної Республіки Крим.
В селі знаходяться відомі підвали виноробного підриємства «Сонячна Долина» — «підвали Архадерессе», у яких визрівають одні з найкращих в Криму марки вин — «Чорний доктор», «Чорний полковник», «Сонячна Долина». Поруч з підвалами розташований дегустаційний зал. Місця навколо села відомі своїми аборигенними сортами винограду, що ростуть тільки тут — Екім Кара, Джеват-Кара, Кефессія, Сари Пандас та інші.